# Dengbej

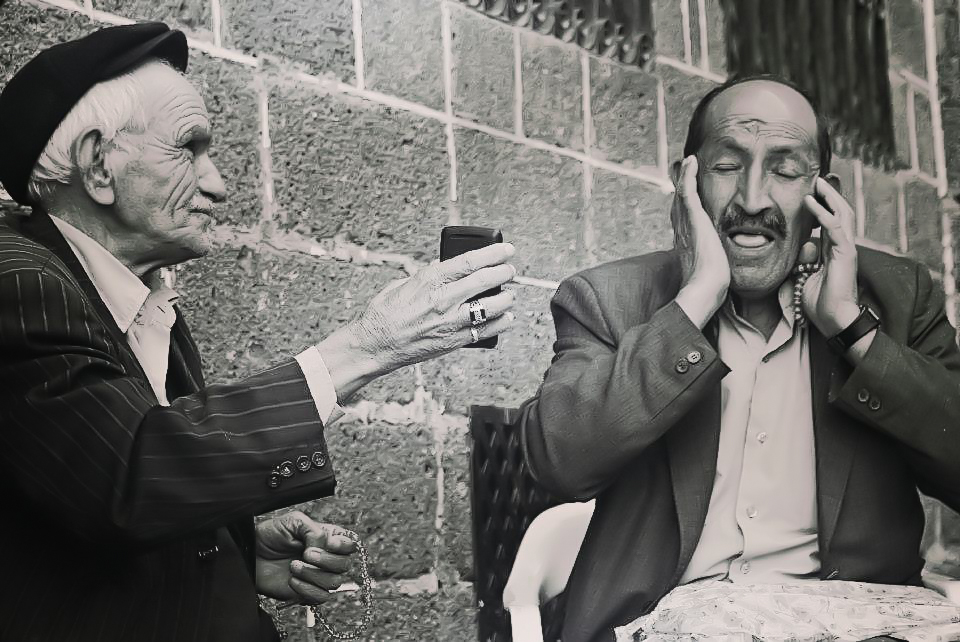
Dengbej a Diyarbakır, Turchia.

I dengbêj sono dei cantastorie o poeti-cantori curdi, depositari delle tradizioni e della lingua curde, il cui repertorio è costituito da canti, tramandati oralmente, di avvenimenti storici o epico-leggendari.
La figura dei dengbêj è paragonabile in parte a quella degli aedi dell'antica Grecia o a quella dei bardi celti. Il canto dei dengbêj è accompagnato talora da strumenti a fiato come blur e düdük. I testi dei dengbêj furono raccolti tra la fine dell'Ottocento e gli inizi del Novecento dagli etnografi di lingua tedesca Oskar Mann e Albert Socin.